# حملة جوكو ويدودو الرئاسية 2019

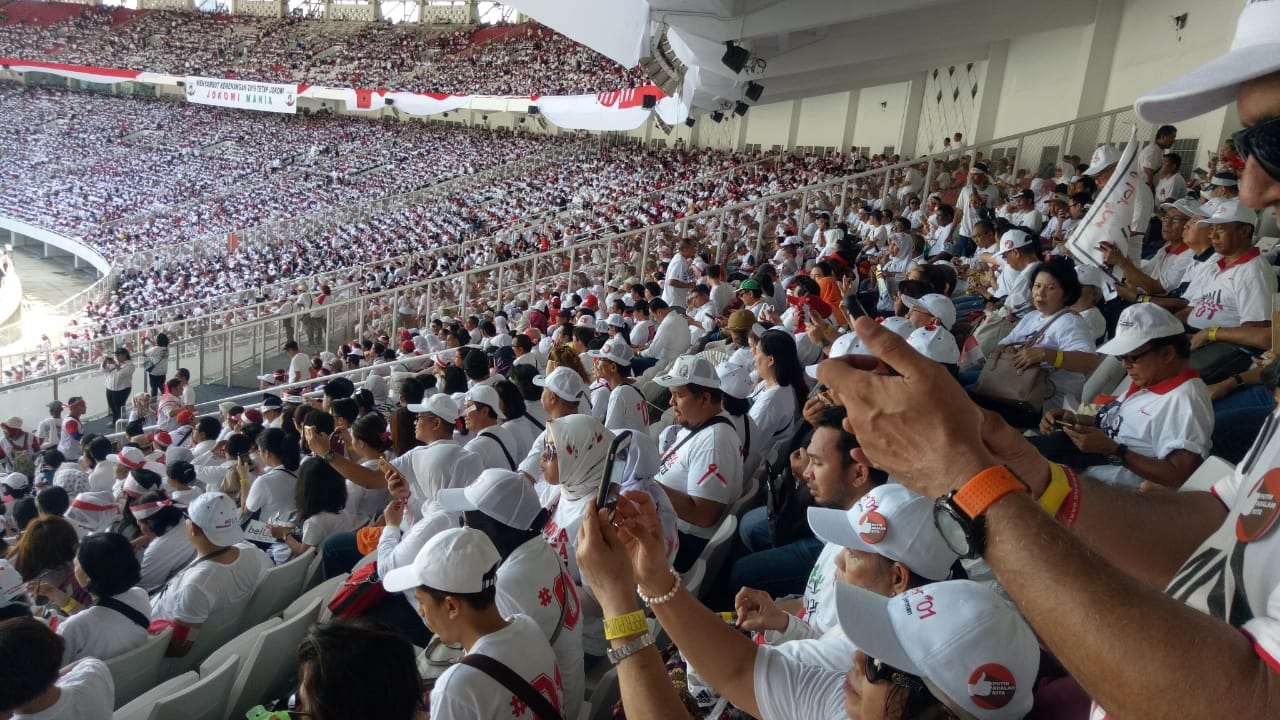
جانب من الحضور في أحد لقاءات حملة جوكو أمين.

حملة جوكو ويدودو الرئاسية هو العرض الرئاسي الثاني لجوكو ويدودو، بعد نجاح حملته الأولى في الانتخابات الرئاسية لعام 2014. كانت الحملة تهدف إلى إعادة انتخاب ويدودو مع عالم الدين الإسلامي معروف أمين كنائب له في جولة الإعادة ضد فرابوو سوبيانتو.

## خلفية
أدى جوكو ويدودو اليمين الدستورية كرئيس لإندونيسيا في 20 أكتوبر 2014 بعد هزيمة برابو سوبيانتو في الانتخابات الرئاسية الإندونيسية 2014. شهدت رئاسته في البداية معدلات تأييد منخفضة أقل من 30 ٪ في أوائل عام 2015، والتي تضاعفت في نهاية المطاف بحلول أواخر عام 2017.

## الفريق
ترأس رجل الأعمال إريك ثوهير فريق الحملة الذي كان يتألف من سياسيين مختلفين من أحزاب الائتلاف. في وقت الإعلان الأولي ضم فريق الحملة أيضًا ثلاثة وزراء حاليين هم: سري مولياني وبرامونو أنونغ وماهاراني، وثلاثة محافظين هم: رضوان كامل ومحمد زينول مجدي ولوكاس إنيمبي. كان الحاكمان الأخيران أعضاء في الحزب الديمقراطي الذي دعم حملة برابو. أطلق على الفريق لقب «فريق الحملة الوطنية» من التحالف الإندونيسي العامل.

## الجدول الزمني

### ما قبل التسجيل
على الرغم من أن بعض الأحزاب الائتلافية الحكومية مثل حزب ناسديم قد أعلنت تأييدها في وقت مبكر من عام 2017، إلا أنها لم توافق رسميًا على ترشيح جوكوي إلا في فبراير 2018. بعد موافقات منخفضة في عامه الأول تمتع جوكو بتصنيفات عالية نسبياً للاعتماد على الرغم من بعض المشكلات المتعلقة بالموافقة على الحد من الفقر. بحلول مايو 2018 ضم ائتلاف الأحزاب التي تؤيد جوكووي خمسة أحزاب شملت 290 مقعدًا من أصل 560 مقعدًا في البرلمان، وهو أعلى بكثير من الحد الأدنى المطلوب وهو 112 مقعدًا، وليس بما في ذلك الأحزاب الجديدة مثل حزب التضامن الإندونيسي والحزب الإندونيسي حزب الوحدة.
بعد الإعلان كان هناك بعض عدم اليقين بشأن رفيق جوكوي في الانتخابات، مع منع نائب الرئيس الحالي يوسف كالا من الناحية الدستورية من فترة ولاية ثالثة لمنصب نائب الرئيس. تم التكهن بالعديد من المرشحين المحتملين، بحلول يوليو 2018 صرح رئيس حزب التنمية المتحدة محمد رومورموزي بأن المرشحين المحتملين قد ضاقوا إلى 10 أسماء.
في 9 أغسطس أعلن جوكوي في نهاية المطاف أن عالم الدين الإسلامي وزعيم مجلس العلماء الإندونيسي معروف أمين هو المرشح لمنصب نائب الرئيس، على الرغم من التكهنات القوية في الساعات الأخيرة المؤدية إلى قرار اختيار محمد محفوظ كبير قضاة المحكمة الدستورية السابق.

### الحملة الانتخابية
بعد الانتخابات تم اختيار جوكوي - معروف في اقتراع 21 سبتمبر 2018.